# دیلی هرالد
دیلی هرالد (به انگلیسی: Daily Herald)، روزنامه‌ای است که روزانه منتشر می‌شود و مستقر در آرلینگتون هایتز (ایلینوی)، حومه شیکاگو می‌باشد. این روزنامه در حومه شمالی، شمال غربی و غربی شیکاگو توزیع می‌شود. دیلی هرالد همنام گروه رسانه‌ای دیلی هرالد است و زیرمجموعه اصلی انتشارات پادوک می‌باشد.
این روزنامه در سال ۱۸۷۱ آغاز به کار کرد و به‌طور مستقل توسط چهار نسل از خانواده پادوک اداره می‌شد، تا اینکه در ۲۰۱۸، خانواده پادوک سهام روزنامه خود را از طریق یک طرح مالکیت سهام کارکنان به کارکنان خود فروخت.

## مناطق توزیع
دیلی هرالد به بخش‌های کوکس، دوپیج، کین، لیک و مک‌هنری (ایلینوی) خدمات می‌رساند و مساحتی حدود ۱۳۰۰ مایل مربع (۳۴۰۰کیلومتر مربع) را پوشش می‌دهد. این سومین روزنامه بزرگ در ایلینوی است (پس از شیکاگو تریبون و شیکاگو سان تایمز).

## تاریخچه
دیلی هرالد در سال ۱۸۷۲ با نام کوک کانتی هرالد تأسیس شد. در ابتدا برای نیازهای تجاری بخش شمال غربی روستایی کوک کانتی طراحی شد. هوسی رادک، معلم سابق، روزنامه را در سال ۱۸۸۹ به قیمت ۱۷۵ دلار خرید. پسران او، استوارت و چارلز، روزنامه را در سال ۱۹۲۰ تصاحب کردند و در سال ۱۹۲۶ آن را به آرلینگتون‌هایت هرالد تغییر نام دادند. برای قریب به یک قرن، این نشریه هفته‌نامه بود.